# Masters of Formula 3 2004
De Marlboro Masters of Formula 3 2004 was de veertiende editie van de Masters of Formula 3. De race, waarin Formule 3-teams uit verschillende Europese kampioenschappen tegen elkaar uitkomen, werd verreden op 8 augustus 2004 op het Circuit Park Zandvoort.
De race werd gewonnen door Alexandre Prémat voor ASM Formule 3. Zijn teamgenoot Éric Salignon en P1 Motorsport-coureur Adam Carroll maakten het podium compleet.

## Inschrijvingen
| Team                                        | No | Rijder                | Chassis   | Motor       | Kampioenschap        |
| ------------------------------------------- | -- | --------------------- | --------- | ----------- | -------------------- |
| ASL-Mücke Motorsport                        | 1  | Bruno Spengler        | Dallara   | Mercedes    | Formule 3 Euroseries |
| ASL-Mücke Motorsport                        | 2  | Daniel la Rosa        | Dallara   | Mercedes    | Formule 3 Euroseries |
| ASM Formule 3                               | 3  | Jamie Green           | Dallara   | Mercedes    | Formule 3 Euroseries |
| ASM Formule 3                               | 4  | Alexandre Prémat      | Dallara   | Mercedes    | Formule 3 Euroseries |
| ASM Formule 3                               | 5  | Éric Salignon         | Dallara   | Mercedes    | Formule 3 Euroseries |
| Manor Motorsport                            | 7  | Lewis Hamilton        | Dallara   | Mercedes    | Formule 3 Euroseries |
| Manor Motorsport                            | 8  | Charles Zwolsman      | Dallara   | Mercedes    | Formule 3 Euroseries |
| Opel Team Signature-Plus                    | 9  | Giedo van der Garde   | Dallara   | Opel        | Formule 3 Euroseries |
| Opel Team Signature-Plus                    | 10 | Nicolas Lapierre      | Dallara   | Opel        | Formule 3 Euroseries |
| Opel Team Signature                         | 11 | Loïc Duval            | Dallara   | Opel        | Formule 3 Euroseries |
| Opel Team Signature                         | 12 | Greg Franchi          | Dallara   | Opel        | Formule 3 Euroseries |
| P1 Motorsport                               | 14 | Adam Carroll          | Dallara   | Mugen-Honda | Britse Formule 3     |
| P1 Motorsport                               | 15 | Fairuz Fauzy          | Dallara   | Mugen-Honda | Britse Formule 3     |
| Piquet Sports                               | 17 | Nelson Piquet jr.     | Dallara   | Mugen-Honda | Britse Formule 3     |
| Team Rosberg                                | 18 | Nico Rosberg          | Dallara   | Opel        | Formule 3 Euroseries |
| Team Rosberg                                | 19 | Andreas Zuber         | Dallara   | Opel        | Formule 3 Euroseries |
| Carlin Motorsport                           | 20 | Clivio Piccione       | Dallara   | Mugen-Honda | Britse Formule 3     |
| Carlin Motorsport                           | 21 | Danilo Dirani         | Dallara   | Mugen-Honda | Britse Formule 3     |
| Carlin Motorsport                           | 22 | Álvaro Parente        | Dallara   | Mugen-Honda | Britse Formule 3     |
| Kolles                                      | 23 | Tom Kimber-Smith      | Dallara   | Mercedes    | Formule 3 Euroseries |
| Kolles                                      | 24 | Adrian Sutil          | Dallara   | Mercedes    | Formule 3 Euroseries |
| Prema Powerteam                             | 25 | Roberto Streit        | Dallara   | Opel        | Formule 3 Euroseries |
| Prema Powerteam                             | 26 | Franck Perera         | Dallara   | Opel        | Formule 3 Euroseries |
| Prema Powerteam                             | 27 | Katsuyuki Hiranaka    | Dallara   | Opel        | Formule 3 Euroseries |
| Vitaphone Racing Team AB Racing Performance | 28 | Alexandros Margaritis | Dallara   | Opel        | Britse Formule 3     |
| Promatecme                                  | 29 | Danny Watts           | Lola-Dome | Mugen-Honda | Britse Formule 3     |
| Ombra                                       | 30 | Paulo Montin          | Dallara   | Mugen-Honda |                      |
| Ombra                                       | 31 | Matteo Cressoni       | Dallara   | Mugen-Honda | Italiaanse Formule 3 |
| Fortec Motorsport                           | 32 | James Rossiter        | Dallara   | Opel        | Britse Formule 3     |
| Fortec Motorsport                           | 33 | Marcus Marshall       | Dallara   | Opel        | Britse Formule 3     |
| Alan Docking Racing                         | 34 | Ferdinand Kool        | Dallara   | Mugen-Honda | Britse Formule 3     |
| Hitech Racing                               | 36 | Marko Asmer           | Dallara   | Renault     | Britse Formule 3     |
| Hitech Racing                               | 37 | Lucas di Grassi       | Dallara   | Renault     | Britse Formule 3     |
| Hitech Racing                               | 38 | James Walker          | Dallara   | Renault     | Britse Formule 3     |
| Hitech Racing                               | 39 | Andrew Thompson       | Dallara   | Renault     | Britse Formule 3     |
| HBR Motorsport                              | 40 | Hannes Neuhauser      | Dallara   | Opel        | Formule 3 Euroseries |
| HBR Motorsport                              | 41 | Ross Zwolsman         | Dallara   | Opel        | Formule 3 Euroseries |
| Team Ghinzani                               | 42 | Philip Cloostermans   | Dallara   | Mugen-Honda |                      |
| Team Ghinzani                               | 43 | Marco Bonanomi        | Dallara   | Mugen-Honda | Formule 3 Euroseries |
| Swiss Racing Team                           | 44 | Alejandro Núñez       | Dallara   | Opel        | Formule 3 Euroseries |
| Swiss Racing Team                           | 45 | Peter Elkmann         | Dallara   | Opel        | Formule 3 Euroseries |
| TME Racing                                  | 46 | Maximilian Götz       | Dallara   | Toyota      | Formule 3 Euroseries |

## Race
| Positie | Nr. | Rijder                | Team                                        | Ronden | Tijd/Verschil       | Grid |
| ------- | --- | --------------------- | ------------------------------------------- | ------ | ------------------- | ---- |
| 1       | 1   | Alexandre Prémat      | ASM Formule 3                               | 25     | 43:20.751           | 1    |
| 2       | 5   | Éric Salignon         | ASM Formule 3                               | 25     | +1.530              | 2    |
| 3       | 14  | Adam Carroll          | P1 Motorsport                               | 25     | +4.105              | 5    |
| 4       | 32  | James Rossiter        | Fortec Motorsport                           | 25     | +9.334              | 3    |
| 5       | 37  | Lucas di Grassi       | Hitech Racing                               | 25     | +13.270             | 4    |
| 6       | 18  | Nico Rosberg          | Team Rosberg                                | 25     | +14.257             | 7    |
| 7       | 7   | Lewis Hamilton        | Manor Motorsport                            | 25     | +15.103             | 14   |
| 8       | 17  | Nelson Piquet jr.     | Piquet Sports                               | 25     | +18.903             | 6    |
| 9       | 3   | Jamie Green           | ASM Formule 3                               | 25     | +21.295             | 10   |
| 10      | 29  | Danny Watts           | Promatecme                                  | 25     | +21.507             | 12   |
| 11      | 34  | Franck Perera         | Prema Powerteam                             | 25     | +24.346             | 11   |
| 12      | 2   | Daniel la Rosa        | ASL-Mücke Motorsport                        | 25     | +31.156             | 21   |
| 13      | 9   | Giedo van der Garde   | Opel Team Signature-Plus                    | 25     | +32.139             | 16   |
| 14      | 11  | Loïc Duval            | Opel Team Signature                         | 25     | +34.703             | 18   |
| 15      | 25  | Roberto Streit        | Prema Powerteam                             | 25     | +38.377             | 20   |
| 16      | 36  | Marko Asmer           | Hitech Racing                               | 25     | +38.535             | 17   |
| 17      | 21  | Danilo Dirani         | Carlin Motorsport                           | 25     | +39.010             | 24   |
| 18      | 8   | Charles Zwolsman      | Manor Motorsport                            | 25     | +41.797             | 13   |
| 19      | 20  | Clivio Piccione       | Carlin Motorsport                           | 25     | +42.633             | 19   |
| 20      | 24  | Adrian Sutil          | Kolles                                      | 25     | +43.311             | 23   |
| 21      | 28  | Alexandros Margaritis | Vitaphone Racing Team AB Racing Performance | 25     | +48.783             | 25   |
| 22      | 27  | Katsuyuki Hiranaka    | Prema Powerteam                             | 25     | +49.227             | 34   |
| 23      | 40  | Hannes Neuhauser      | HBR Motorsport                              | 25     | +53.040             | 33   |
| 24      | 33  | Marcus Marshall       | Fortec Motorsport                           | 25     | +53.333             | 28   |
| 25      | 19  | Andreas Zuber         | Team Rosberg                                | 25     | +54.147             | 22   |
| 26      | 41  | Ross Zwolsman         | HBR Motorsport                              | 25     | +57.758             | 36   |
| 27      | 20  | Tom Kimber-Smith      | Kolles                                      | 25     | +1:02.016           | 32   |
| 28      | 38  | James Walker          | Hitech Racing                               | 25     | +1:05.880           | 37   |
| 29      | 12  | Greg Franchi          | Opel Team Signature                         | 25     | +1:08.389           | 35   |
| 30      | 1   | Brunp Spengler        | ASL-Mücke Motorsport                        | 25     | +1:10.845           | 8    |
| 31      | 10  | Nicolas Lapierre      | Opel Team Signature-Plus                    | 24     | +1 ronde            | 9    |
| 32      | 46  | Maximilian Götz       | TME Racing                                  | 21     | +4 ronden           | 31   |
| 33      | 39  | Andrew Thompson       | Hitech Racing                               | 21     | +4 ronden           | 30   |
| DNF     | 22  | Álvaro Parente        | Carlin Motorsport                           | 12     | Uitgevallen         | 15   |
| DNF     | 30  | Paolo Mantin          | Ombra                                       | 2      | Uitgevallen         | 27   |
| DNF     | 15  | Fairuz Fauzy          | P1 Motorsport                               | 0      | Uitgevallen         | 26   |
| DNF     | 34  | Ferdinand Kool        | Alan Docking Racing                         | 0      | Uitgevallen         | 29   |
| DNQ     | 31  | Matteo Cressoni       | Ombra                                       | 0      | Niet gekwalificeerd |      |
| DNQ     | 45  | Peter Elkmann         | Swiss Racing Team                           | 0      | Niet gekwalificeerd |      |
| DNQ     | 43  | Marco Bonanomi        | Team Ghinzani                               | 0      | Niet gekwalificeerd |      |
| DNQ     | 44  | Alejandro Núñez       | Swiss Racing Team                           | 0      | Niet gekwalificeerd |      |
| DNQ     | 42  | Philip Cloostermans   | Team Ghinzani                               | 0      | Niet gekwalificeerd |      |

1991 · 1992 · 1993 · 1994 · 1995 · 1996 · 1997 · 1998 · 1999 · 2000 · 2001 · 2002 · 2003 · 2004 · 2005 · 2006 · 2007 · 2008 · 2009 · 2010 · 2011 · 2012 · 2013 · 2014 · 2015 · 2016
Lijst van coureurs